# مقاطعة لريب
لريب هي مقاطعة من مقاطعات ليسوتو.تغطي مساحة 2,828 كم مربع ويقدر سكانها في 2006 ب 298352 نسمة. هلوتس هي عاصمة المقاطعة أو الكامبتاون الخاصة بها. المقاطعة لها مدن أخرى اسمها مابوتسو وماتوكينغ.

## الجغرافيا
تحد لريب من الغرب جنوب أفريقيا تحديدا محافظة فري ستيت. محليا تحدها عدة مقاطعات هي :
- مقاطعة بوثا-بوث-من الشمال
- مقاطعة موخوتلنغ-من الشرق
- مقاطعة ثابا-تسيكا-من الجنوب الشرقي
- مقاطعة بيريا-من الجنوب الغربي

## المناخ
يظهر الجدول التالي التغييرات المناخية على مدار السنة لمقاطعة لريب:
| البيانات المناخية لـمقاطعة لريب | البيانات المناخية لـمقاطعة لريب | البيانات المناخية لـمقاطعة لريب | البيانات المناخية لـمقاطعة لريب | البيانات المناخية لـمقاطعة لريب | البيانات المناخية لـمقاطعة لريب | البيانات المناخية لـمقاطعة لريب | البيانات المناخية لـمقاطعة لريب | البيانات المناخية لـمقاطعة لريب | البيانات المناخية لـمقاطعة لريب | البيانات المناخية لـمقاطعة لريب | البيانات المناخية لـمقاطعة لريب | البيانات المناخية لـمقاطعة لريب | البيانات المناخية لـمقاطعة لريب |
| الشهر                           | يناير                           | فبراير                          | مارس                            | أبريل                           | مايو                            | يونيو                           | يوليو                           | أغسطس                           | سبتمبر                          | أكتوبر                          | نوفمبر                          | ديسمبر                          | المعدل السنوي                   |
| ------------------------------- | ------------------------------- | ------------------------------- | ------------------------------- | ------------------------------- | ------------------------------- | ------------------------------- | ------------------------------- | ------------------------------- | ------------------------------- | ------------------------------- | ------------------------------- | ------------------------------- | ------------------------------- |
| متوسط درجة الحرارة الكبرى °ف    | 79                              | 81                              | 75                              | 70                              | 66                              | 61                              | 61                              | 68                              | 73                              | 81                              | 79                              | 82                              | 73                              |
| متوسط درجة الحرارة الصغرى °ف    | 59                              | 57                              | 54                              | 43                              | 41                              | 34                              | 30                              | 32                              | 39                              | 50                              | 54                              | 57                              | 46                              |
| معدل هطول الأمطار إنش           | 5.1                             | 2.6                             | 2.5                             | 0.9                             | 1.7                             | 1.5                             | 0                               | 0                               | 0.4                             | 0.6                             | 4.1                             | 3.4                             | 22.9                            |
| متوسط درجة الحرارة الكبرى °م    | 26                              | 27                              | 24                              | 21                              | 19                              | 16                              | 16                              | 20                              | 23                              | 27                              | 26                              | 28                              | 23                              |
| متوسط درجة الحرارة الصغرى °م    | 15                              | 14                              | 12                              | 6                               | 5                               | 1                               | −1                              | 0                               | 4                               | 10                              | 12                              | 14                              | 8                               |
| معدل هطول الأمطار مم            | 130                             | 65                              | 64                              | 24                              | 43                              | 39                              | 0                               | 0                               | 9                               | 16                              | 105                             | 86                              | 582                             |
| المصدر #1:                      |                                 |                                 |                                 |                                 |                                 |                                 |                                 |                                 |                                 |                                 |                                 |                                 |                                 |
| المصدر #2:                      |                                 |                                 |                                 |                                 |                                 |                                 |                                 |                                 |                                 |                                 |                                 |                                 |                                 |